# Purwawinangun (Suranenggala)
Purwawinangun is een bestuurslaag in het regentschap Cirebon van de provincie West-Java, Indonesië. Purwawinangun telt 8096 inwoners (volkstelling 2010).